# Le Mesnil-Adelée
Le Mesnil-Adelée é uma comuna francesa na região administrativa da Normandia, no departamento Mancha. Estende-se por uma área de 6,86 km². Em 2010 a comuna tinha 173 habitantes (densidade: 25,2 hab./km²).